# Стэнтон, Арабелла
Арабелла Стэнтон (англ. Arabella Stanton; родилась в 2014, Лондон, Великобритания) — британская актриса, известная как исполнительница роли Гермионы Грейнджер в будущем сериале «Гарри Поттер».

## Биография
Арабелла Стэнтон родилась в 2014 году в Лондоне. С 9 лет она играет на сцене лондонского театра Вест-Энд: сыграла Матильду Вормвуд в мюзикле «Матильда» (2023—2024), контролёра в мюзикле Эндрю Ллойда Уэббера «Звездный экспресс» (2024—2025). В мае 2025 года Стэнтон получила роль Гермионы Грейнджер в сериале «Гарри Поттер», который будет транслироваться на канале HBO. Это произошло по итогам кастинга, в котором участвовали 30 тысяч человек, и авторы сериала заявили, что Стэнтон, Доминик Маклафлин, получивший роль Гарри Поттера, и Аластер Стаут, получивший роль Рона Уизли, «обладают потрясающим талантом»; теперь «их волшебство увидит весь мир».
В СМИ отмечают, что объявление о касте сделало Стэнтон «звездой». При этом мнения фанатов «Гарри Поттера» разделились: одни критикуют выбор актрисы на роль Гермионы из-за относительно смуглого цвета её кожи (звучит мнение о том, что Арабелла выглядит скорее как пакистанка или индианка, чем как британка), другие считают, что Арабелла очень похожа на свою героиню, какой она предстаёт в романах Джоан Ролинг: у книжной Гермионы тоже карие глаза, выступающие передние зубы и пышные волосы, а о цвете кожи в книгах не сообщается.
Фильмография
| Год       | Название          | Роль               | Примечания |
| --------- | ----------------- | ------------------ | ---------- |
| 2023–2024 | Матильда          | Матильда Вормвуд   | [ 8 ]      |
| 2024–2025 | Звёздный Экспресс | контролёр          | [ 9 ]      |
| c 2026    | Гарри Поттер      | Гермиона Грейнджер |            |